# April Steiner-Bennett
April Steiner-Bennett (ur. 22 kwietnia 1980 w Mesa w stanie Arizona) – amerykańska lekkoatletka, specjalizująca się w skoku o tyczce.

## Osiągnięcia
- srebrny medal igrzysk panamerykańskich (Rio de Janeiro 2007)
- 8. miejsce podczas igrzysk olimpijskich (Pekin 2008)

## Rekordy życiowe
- skok o tyczce – 4,63 (2008)
- skok o tyczce (hala) – 4,60 (2007)